# Bilskirnir (Band)
Bilskirnir ist eine deutsche Pagan-Metal- und NSBM-Band aus Hessen.

## Bandgeschichte
Bilskirnir wurde 1996 von Widar als Soloprojekt gegründet. Bilskirnir ist der Name einer der zwölf Paläste Asgards und Wohnsitz des Gottes Thor aus der nordischen Mythologie. Widar begründete zuvor bereits mehrere Pagan-/Black-Metal-Projekte, darunter Crucifixion Wounds, Evil, Ødelegger, Wolfspirit und Ulfhethnar.
Bekanntheit in der deutschen NSBM-Szene erlangte Bilskirnir erstmals im Jahre 1998, als die Band im Fanzine Black Metal Almanach vorgestellt wurden, das aus dem Absurd-Umfeld stammte. Hier positionierte Widar sich völkisch, patriotisch sowie antichristlich.
Hendrik Möbus wirkte bei der Produktion der Demo-CD … bis Germanien erwacht mit und schrieb den Text zum Song Der Rabengott. 2001 veröffentlichte Bilskirnir auf der Demo Feuerzauber eine Coverversion von Walvater Wotan unter dem Titel Allvater Wotan, aber mit identischem Text, der Berliner Rechtsrock-Band Landser.
Das Projekt wird von mehreren Labels (u. a. No Colours Records und Perverted Taste) unterstützt und galt eine Zeit lang als produktivste Band im deutschen Pagan-/Black-Metal-Underground mit zahlreichen Veröffentlichungen, darunter vier Demos, acht Split-Veröffentlichungen, mehreren EPs und Alben, zumeist in strenger Limitierung. Das 2013 veröffentlichte Album Wotan Redivivus erschien über das NSBM-Label Darker Than Black Records. Bilskirnirs Veröffentlichungen werden in zahlreichen Online-Shops von diversen Metal-Plattenfirmen vertrieben. Bei der 2018 veröffentlichten In Solitary Silence handelt es sich um eine EP mit bisher unveröffentlichten Titeln, die sich seit Jahren in Produktion befanden und laut Widar als Bindeglied zwischen den Alben Wotansvolk und Wotan Redivivus fungieren.

## Musik
In einer Kritik zu Wotan Redivivus wird der Stil einerseits als durchschnittlicher und sehr melodischer Black Metal beschrieben, andererseits sei Wotan Redivivus genauso bedrohlich oder gefährlich wie Woods of Desolation oder The Cult und kaum Black Metal. Blood and Spirit und As This World Ends klängen wie Manic Street Preachers mit Halsschmerzen. NSBM könne anstößig sein, wenn so viel Melodie involviert sei.
Im Bezug auf den Black Metal erklärte Hartmann, dass diese Musik eine der extremsten Kunstformen unserer Zeit sei und hob hervor, dass insbesondere der moderne Black Metal gezeigt habe, was ihn ausmache und von anderen Musikformen unterscheide. Im Black Metal verschmelzen Kunst und Weltanschauung zu einem Ganzen. Als Beispiel nannte er in diesem Zusammenhang den norwegischen Musiker Varg Vikernes und die Kirchenbrandstiftungen, welche ein Hauptfaszinosum an dieser Musik und ihrer Bewegung darstelle. Vikernes ist für ihn auch Hauptinspirationsquelle, von dem er seine Weltanschauung ableitet.

## Ideologie
Kirsten Dyck bezeichnete Bilskirnir in ihrem Buch Reichsrock: The International Web of White-Power and Neo-Nazi Hate Music als Teil der Speerspitze des deutschen NSBM neben Bands wie Absurd, Eugenik und Totenburg. Jan Leichenring führte in seinem Aufsatz Antimoderne Topoi in Metal-Subgenres Bilskirnirs EP Ahnenerbe als Exempel für Veröffentlichungen des NSBM, die über einfache Schlagwörter die Bezüge zur grundlegenden Ideologie erzeugen. Hartmann, der unter dem Künstlernamen Widar in Erscheinung tritt, beschrieb den Mangel an eindeutigen Äußerungen auf seinen Tonträgern als ökonomische Entscheidung um Konflikte von der Band und den kooperierenden Labeln abzuwenden.
In einem Interview aus dem Jahr 1998 im Szenemagazin Black Metal Almanach beschrieb er seine Weltanschauung als den Glauben an die Überlegenheit seiner Rasse gegenüber andere Rassen aufgrund der schöpferischen Kraft und der geistigen Überlegenheit. Black Metal sei Musik, die nur von „Weißen“ gespielt werden könne. Daneben versteht er sich als Heiden, als seinen Feind versteht er in erster Linie das Christentum, aber auch die anderen abrahamitischen Religionen. Noch im Jahr 2007 verwies Hartmann darauf, das Heidentum als Aspekt eines völkischen Nationalismus zu begreifen. Im gleichen Interview bemühte Hartmann Verschwörungstheorien wie die einer angestrebten neuen Weltordnung und setzte dieser rechtsextreme Narrative wie jenes des Ethnopluralismus entgegen. Durch das Landser-Cover auf Feuerzauber bringt Hartmann seine Ideologie auch musikalisch zum Ausdruck.

## Diskografie

### Demos
- 1997: For Victory We Ride (MC; Eigenproduktion)
- 2000: Bis Germanien erwacht (MC; Bøddel Productions, Silencelike Death Productions)
- 2001: Feuerzauber (MC; Hellflame Productions)
- 2002: Vorväter (MC; Wunjo Kunstschmiede Germanien)

### Alben
- 2002: In Flames of Purification (CD/LP/MC; Tanhu Records, Perverted Taste)
- 2003: Atavismus des Glaubens (CD/MC/LP; Nykta, Perverted Taste) Wiederveröffentlichung 2009 via Nykta.
- 2007: Wotansvolk (CD/LP/MC; Wotanstahl Klangschmiede, Hammer of Damnation, Stunde des Ideals Produktionen)
- 2013: Wotan Redivivus (CD/LP; Darker Than Black Records)

### EPs
- 2001: For the Return of Paganism (7"; Hellflame Productions)
- 2004: Ahnenerbe (CD/12"/MC; Nykta, Einsatzkommando Productions, Old Pride Records)
- 2005: Hyperborea (CD/12"; Solistitium Records / Millenium Metal Records, Ancient Nation)
- 2006: Wolfswut (7"; Wotanstahl Klangschmiede / Obscure Abhorrence Productions)
- 2009: Totenheer (MC; Stunde des Ideals Produktionen)
- 2011: Dem Feind Entgegen (CD; Dark Hidden Productions)
- 2012: Der Wolkenwanderer (7"; Darker Than Black Records)
- 2018: In Solitary Silence (CD/MC; Darker Than Black Records)

### Splits
- 2002: For the Return of Paganism / Kard, Kereszt, Korona mit Szálasi (7"; Regimental Records)
- 2003: Die Wacht / Nehmt Mir Das Licht mit Nordreich (7"/MC; Perverted Taste)
- 2003: Totenheer/Rammbock mit Finsterwald (CD; Millenium Metal Music)
- 2007: Allied By Heathen Blood mit Hunok (7"/MC; Tanhu Records, Wotanstahl Klangschmiede)
- 2008: German-Southern Brotherhood mit Evil (CD/MC; Tanhu Records, Flammentod Produktionen Teutschland, Thor’s Hammer Productions)
- 2009: Under the Sign of the Hammer mit Evil und Pantheon (7"; Darker Than Black Records)
- 2011: Lost Forever / Selbstmord mit Barad Dûr (7"; Tanhu Records)
- 2012: Day / Nightly Kingdoms mit Marblebog (7"; Turanian Honour Productions)
- 2015: ...And The Birds Chant Died With The Light / Hidden Black Wisdom mit Front Beast (7"; Darker Than Black Records)
- 2020: Anthems to the Temple of Fullmoon mit Walsung (7"; Hammer of Damnation)

### Singles
- 2011: Weltenbrand (7"; Eigenvertrieb)
- 2017: Lost Forever (CD; Darker Than Black Records)

### Kompilationen
- 2001: For Victory We Ride...bis Germanien erwacht (MC; Beverina Productions)
- 2004: Furor Teutonicus (CD; Solistitium Records / Millenium Metal Music)
- 2016: Hammerschlag (1996 – 2002) (2xCD/3xLP; Neue Ästhetik / Purity Through Fire)

### Kollektionen
- 2013: In Flames Of Purification / Totenheer (CD; Darker Than Black Records)
- 2017: Totenheer / Dem Feind Entgegen (LP; Darker Than Black Records)